# Lestes quercifolius
Lestes quercifolius là loài chuồn chuồn trong họ Lestidae. Loài này được Selys mô tả chính thức lần đầu tiên vào năm 1878.